# Neoephemera
Neoephemera is een geslacht van haften (Ephemeroptera) uit de familie Neoephemeridae.

## Soorten
Het geslacht Neoephemera omvat de volgende soorten:
- Neoephemera bicolor
- Neoephemera compressa
- Neoephemera maxima
- Neoephemera projecta
- Neoephemera purpurea
- Neoephemera youngi